# Blascoeles

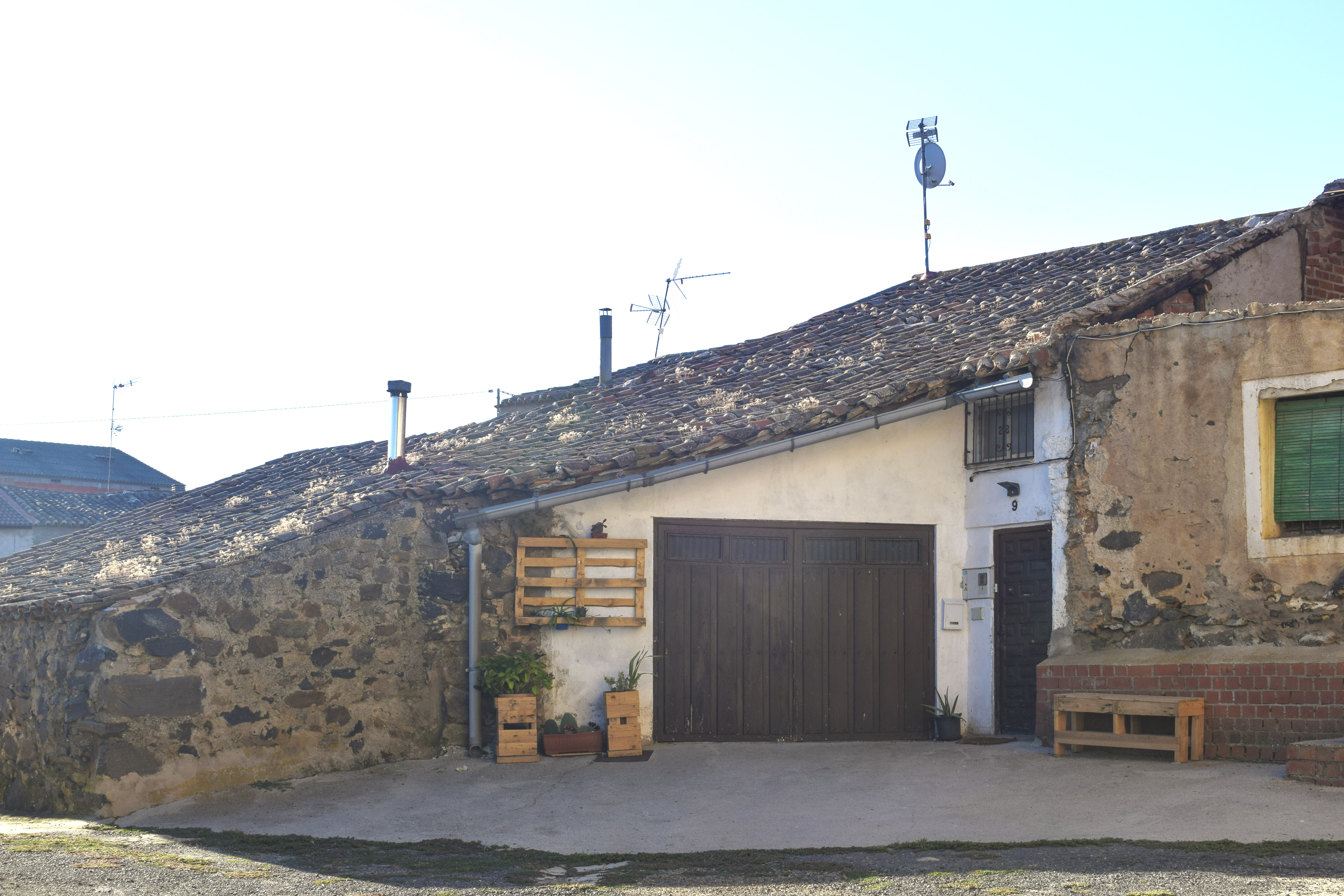
Calle de Blascoeles

Blascoeles es una localidad española del municipio de Santa María del Cubillo, perteneciente a la provincia de Ávila, en la comunidad autónoma de Castilla y León, España. En 2018 contaba con 140 habitantes.

## Historia
Blascoeles parece tener su origen en tiempos de la repoblación de estas tierras, que sobre todo tuvo lugar a partir de 1085, fecha en la que Alfonso VI da cierta seguridad a este territorio al recuperar Toledo. Comienzan entonces a organizarse las comunidades de villa y tierra, como la de Segovia, a la que perteneció Blascoeles. El topónimo que da nombre al pueblo alude a esta repoblación, para la cual se ofrecieron ciertas facilidades a familias del norte. En este caso, Blascoeles hace referencia a un antropónimo vascón, que nombra al pueblo con el nombre y apellidos del repoblador o fundador.
Eran muchos los pequeños pueblos que existían en esta zona en esos tiempos, como así lo demuestran varios pleitos que tuvieron durante siglos con la poderosa Abadía de Párraces, la cual, a partir del siglo XII comienza a tener terrenos en este territorio. Blascoeles ha sobrevivido al paso del tiempo, pero apenas quedan restos de Cardeña, Carrera o San Juan del Berrocal. Siglos atrás el curso del Rioviejas (ahora río Cardeña) rebosaba vida: pueblos, molinos, lavaderos y batanes ocupaban sus riberas. Hoy, unas pocas ruinas de la ermita de San Miguel de Cardeña y de la virgen de la Carrera, o la advocación a San Juan de las iglesias de Blascoeles y Maello en honor a San Juan del Berrocal, nos recuerdan la existencia de estas poblaciones.
Hacia mediados del siglo XIX, el lugar, por entonces con ayuntamiento propio, tenía contabilizada una población de 312 habitantes. Aparece descrito en el cuarto volumen del Diccionario geográfico-estadístico-histórico de España y sus posesiones de Ultramar de Pascual Madoz de la siguiente manera:

BLASCOELES: l. con ayunt. de la prov., part. jud., adm. de rent. y dióc. de Avila (4 leg.), aud. terr. de Madrid (15 1/2), c. g. de Castilla la Vieja (Valladolid 19): sit. en hondo á la falda de una sierra que divide la prov. de Avila y la de Segovia; le combaten los vientos E. y O., y su clima es frio, siendo sus enfermedades mas comunes calenturas estacionales. Tiene 93 casas de piedra, y generalmente de 12 á 15 pies de altura; atraviesa el pueblo un arroyo que le divide por mitad; hay una pequeña plaza en la que está la casa de ayunt., que sirve tambien de cárcel; escuela de instruccion primaria, comun á ambos sexos, á cargo de un maestro, con la dotacion de 800 rs., pagados de los fondos comunes, mas 30 fan. de grano por los padres de los alumnos; un pósito; una fuente con un pilar de abundantes y buenas aguas, que se utilizan para los usos domésticos y para el ganado, y una igl. parr. (La Degollacion de San Juan Bautista); el curato es de entrada y está servido por un párroco de presentacion de S. M. en los meses apostólicos, y del ob. en los ordinarios con arreglo al concordato: en los afueras se hallan el cementerio en parage que no ofende á la salud pública, y una ermita (Sto. Cristo de la Agonia). El térm., terreno, rios y prod. comun con Aldeavieja (V.): cria ganado lanar fino, vacuno, cabrio, caballar y de cerda. pobl.: 87 vec., 312 alm. cap. prod. 484,900 rs. imp.: 13,396. ind. y fabril: 2,250. contr.: 5,677 rs. con 16 mrs.
(Madoz, 1846, p. 358)

El municipio de Blascoeles desapareció en 1975, al fusionarse con Aldeavieja para formar el nuevo término municipal de Santa María del Cubillo.

## Demografía
| Gráfica de evolución demográfica de Blascoeles entre 1842 y 1970 |
| |
| Población de derecho según los censos de población del INE. Población de hecho según los censos de población del INE.Entre el censo de 1981 y el anterior, este municipio desaparece porque se agrupa en el municipio Santa Marìa del Cubillo. |

## Fiestas
Una de las fiestas que se celebran en Blascoeles es San Juan, el fin de semana más próximo al 29 de agosto. Pero el lugar y festejos con mayor devoción en Blascoeles son los del Cristo de la Salud, cuya ermita es frecuentemente visitada por los habitantes del lugar, sobre todo durante las celebraciones de mayo y septiembre.